# Никитинка (Бакалинский район)
Никитинка (баш. Никитинка) — упразднённый посёлок Бакалинского района Республики Башкортостан Российской Федерации. Входил в состав Дияшевского сельсовета. Точная дата упразднения неизвестна.

## География

### Географическое положение
Расстояние, на 1 июня 1952 года, до:
- районного центра (Бакалы): 25 км,
- центра Дияшевского сельсовета (Дияшево): 11 км,
- ближайшей ж/д станции (Туймазы): 60 км.

## История
Основан в начале XX века на территории Белебеевского уезда.
Существовал до середины 1960‑х гг. В справочнике административно-территориального деления на 1 января 1969 года Никитинка не приводится.
Всесоюзная перепись 1970 года также не зафиксировала посёлок.

## Население
В 1920 году насчитывалось 32 человека. По Всесоюзной переписи 1939 года в посёлке Шумак проживали 48 человек, из них 23 мужчины, 25 женщин. По Всесоюзной переписи 1959 года — 10 человек, из них 2 мужчины, 8 женщин.

## Инфраструктура
Посёлок входил в состав колхоза «Россия».